# Richard Forstmann
Richard Forstmann (* 17. Februar 1877 in Porthoff bei Kosten; † 16. Oktober 1951 in Essen) war ein deutscher Bergbauingenieur und Verbandsfunktionär.

## Leben
Nach dem Abitur am Friedrich-Wilhelm-Gymnasium in Posen und dem Militärdienst als Einjährig-Freiwilliger studierte Richard Forstmann an den Universitäten Heidelberg, Freiburg und Berlin. 1900 wurde er Mitglied des Corps Hasso-Borussia Freiburg. 1902 legte er das erste Staatsexamen und 1906 das zweite Staatsexamen ab. Er promovierte zum Dr.-Ing. Anschließend begann er seine berufliche Laufbahn bei den Deutschen Kaliwerken in Nordhausen am Harz. 1907 wechselte er zum Verein für die bergbaulichen Interessen im Oberbergamtsbezirk Dortmund (kurz Bergbauverein) und wurde Mitglied der Geschäftsführung des Vereins sowie Mitarbeiter bei der technischen Zeitschrift Glückauf. 1910 wurde ihm die Leitung der neu gegründeten Hauptstelle für Grubenrettungswesen in Essen übertragen. Weiterhin leitete er die Bergschädenabteilung des Bergbauvereins in sicherheits- und bergpolizeilichen Fragen. Er war Mitglied der Verbandsversammlung und des Verbandsausschusses des Ruhrsiedlungsverbandes (RSV).
Forstmann verfasste zahlreiche Aufsätze über Grubensicherheit, Grubenrettungswesen und Grubenunfälle, die überwiegend in der Zeitschrift Glückauf publiziert wurden. Zuletzt lebte er in Hovestadt.

## Auszeichnungen
- preußischer Kronenorden 4. Klasse
- Eisernes Kreuz II. und I. Klasse